# Lista de répteis pré-históricos

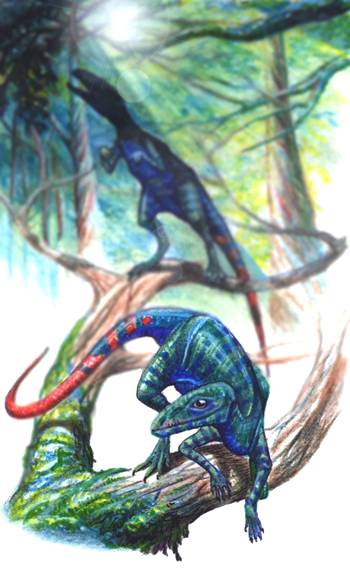
Dois Scleromochlus (possíveis antepassados dos Pterossauros).

Ainda que o termo réptil pré-histórico, por definição, remeta também aos dinossauros, que foram répteis que viveram na pré-história, costuma-se utilizá-lo para remeter às 3 outras ordens de répteis extintos que habitaram o planeta Terra no período pré-histórico: os ictiossauros, plesiossauros e os pterossauros, que ao contrário dos dinossauros podiam nadar e voar (execeto alguns dinossauros aviformes que talvez poderiam voar. O Protarchaeopteryx, antecessor do Archaeopteryx, a primeira ave, é por vezes tido como a primeira ave. Ambos não podiam voar, sendo que o Archaeopteryx podia apenas planar).
O termo engloba também todos os outros répteis pré-históricos.
OBS: As aves também estão dentro da Classe Sauropsida, devido ao fato do grupo Avialae estar dentro da Super-Ordem Dinosauria.
O mesmo ocorre com os mamíferos na Classe Synapsida (ex-sub-classe de répteis que atualmente é uma classe à parte)

## Anapsida
| Image | Image | Image | Image | Image |
| ----- | ----- | ----- | ----- | ----- |
|       |       |       |       |       |
|       |       |       |       |       |

Galeria de Procolophonomorphos
- Captorhinida
  - Captorhinidae ou Cotilossauros (grupo de répteis anapsídeos Captorhinida considerado por muitos como anfíbios reptiliomorphos)
    - Concordia (réptil)
    - Romeria
    - Rhiodenticulatus
    - Protocaptorhinus
    - Saurorictus
    - Captorhinus
    - Labidosauro
    - Moradisaurinae

  - Protorothyrididae
    - Anthracodromeus
    - Archerpeton
    - Brouffia
    - Coelostegus
    - Hylonomus (o réptil mais antigo encontrado até hoje, viveu no Período Carbonífero)
    - Paleothyris
    - Protorothyris

  - Bolosauridae
    - Belebay
    - Bolossauro
    - Eudibamus (o primeiro vertebrado bípede da face da Terra.è um antessessor muito distante dos dinossauros, aves e crocodilos)

  - Millerettidae (em algumas classificações aparece como sendo o úncio grupo da Sub-Classe Reptilia Incertae Sedis)
    - Broomia
    - Heleophilus
    - Milleretoides
    - Milleretta
    - Millerettops
    - Milleropsis
    - Millerosaurus
    - Nanomilleretta
- Mesossauros (alguns o consideram como diapsídeos lagartos da infra-ordem Platynota)
  - Brasileosaurus (encontrado no Brasil)
  - Stereosternum
  - Mesosaurus
- Procolophonomorpha (grupo em que se encontram, entre outros, os precursores das tartarugas e também todos os quelônios)
  - Lanthanosuchoidea
    - Acleistorhinidae
    - Lanthanosuchidae

  - Nycteroleteridae
  - Rhipaeosauridae
  - Procolophonia
    - Procolophonoidea
      - Owenettidae
      - Procolophonid
        - Hypsognathus
        - Leptopleuron
        - Nycteroleter
        - Owenetta
        - Procolophon

    - Sclerosaurus

### Pareiasauroidea
| Image | Image | Image | Image | Image |
| ----- | ----- | ----- | ----- | ----- |
|       |       |       |       |       |
|       |       |       |       |       |

- -     - Pareiasauridae
      - Arganaceras
      - Bradysaurus
      - Nochelesaurus
      - Embrithosaurus
      - Deltavjatia
      - Velosauria
      - Shihtienfenia
      - Pareiasuchus
      - Pareiasaurus
      - Scutosaurus
      - Elginia
      - Nanopareia

### Tartarugas pré-históricas
| Image | Image | Image | Image | Image |
| ----- | ----- | ----- | ----- | ----- |
|       |       |       |       |       |
|       |       |       |       |       |
|       |       |       |       |       |

- Tartarugas do Período Triássico
  - Arquelônio (a maior tartaruga de todos os tempos, viveu até o Período Cretáceo)
- Tartarugas do Período Jurássico
  - Eileanchelys
  - Sinemys (tartaruga que viveu até o Período Cretáceo)
- Tartarugas do Período Cretáceo
  - Caririemys
  - Cearachelys
  - Corsochelis
  - Ctenochelis
  - Desmatochelys
  - Emarginachelys
  - Notochelone
  - Protostega
  - Santanachelys
  - Terlinguachelys fischbecki
  - Toxochelys
- Tartaruga Gigante de Rodigrues (uma espécie extinta de Tartaruga-gigante)

#### Tartarugas basais e incertae sedis

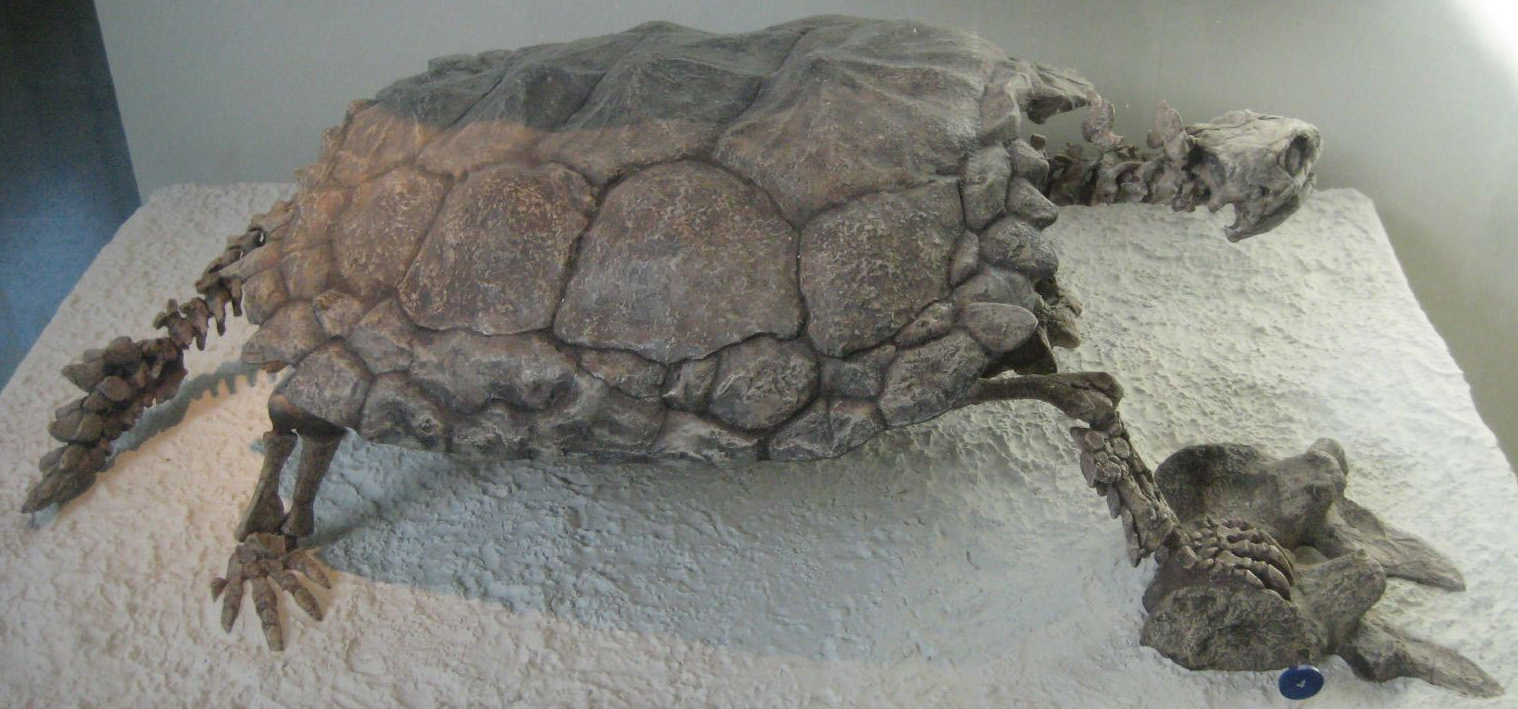
Fossil de Proganochelys quenstedti, uma das mais antigas tartarugas conhecidas até hoje

- Gênero †Australochelys (Chelonia incertae sedis)
- Gênero †Murrhardtia (Chelonia incertae sedis)
- Gênero †Palaeochersis (Chelonia incertae sedis)
- Gênero †Chinlechelys (Proganochelydia  ou testudines basais)
- Gênero †Chelycarapookus (Testudines incertae sedis)
- Gênero †Chitracephalus (Testudines incertae sedis)
- Gênero †Neusticemys (Testudines incertae sedis)
- Gênero †Scutemys (Testudines incertae sedis)

#### Suborder †Proganochelydia
- Gênero †Odontochelys (Tartaruga do Período Triássico, a mais antiga tartaruga de todos os tempos conhecida até hoje)
- Gênero †Proganochelys (Tartaruga do Período Triássico, uma das tartarugas mais antigas, junto como a Odontochelys)

#### SuborderCryptodira
Basal genera
- Gênero †Kayentachelys
- Gênero †Indochelys

Infraordem †Paracryptodira
- Basal and incertae sedis
  - Família †Kallokibotiidae
  - Família †Mongolochelyidae
  - Família †Pleurosternidae
  - Família †Solemydidae
- Superfamília †Baenoidea
  - Família †Baenidae
  - Família †Macrobaenidae
  - Família †Neurankylidae

Infraordem Eucryptodira
- Basal and incertae sedis
  - †"Sinemys" wuerhoensis
  - Gênero †Chubutemys (Meiolaniidae?)
  - Gênero †Hangaiemys (Macrobaenidae?)
  - Gênero †Judithemys
  - Gênero †Osteopygis
  - Gênero †Planetochelys
  - Família †Eurysternidae
  - Família †Macrobaenidae
  - Família †Meiolaniidae (horned turtles)
  - Família †Plesiochelyidae
  - Família †Sinemydidae
  - Família †Xinjiangchelyidae
- Superfamília Chelonioidea (sea turtles)
  - Família †Protostegidae
  - Família †Toxochelyidae
- Superfamília Testudinoidea
  - Família †Haichemydidae
  - Família †Lindholmemydidae
  - Família †Sinochelyidae

## Diapsida

### Arcossauromorphos Basais

#### Proterosuchidae

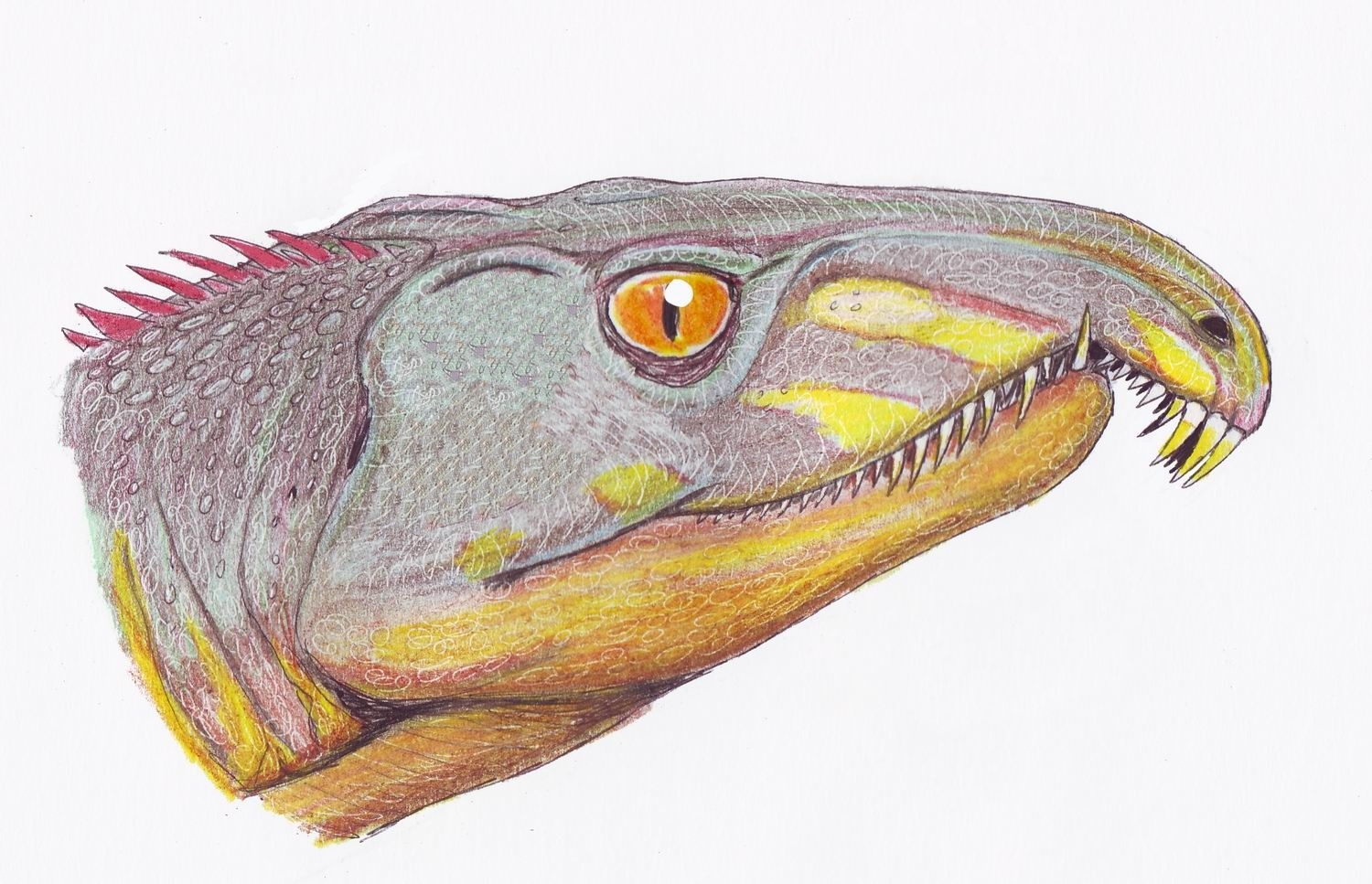
Archosaurus rossicus - proterosuchídeo do Período Permiano.

- Archosaurus
- Chasmatosaurus
- Chasmatosuchus
- Kalisaurus
- Proterosuchus
- Tasmaniasaurus

### Erytrosuchidae
- Erytrosuchus
- Fugusuchus
- Garjainia (Rivalizaca com os sinapsídeos o domínio dos répteis pelo Período Triássico.)
- Shansisuchus
- Vjushkovia

### Tecodontes
Grupo taxonômico Obsoleto que engloba todos os Arcossauros que não são nem dinossauros, nem crocodilianos, nem pterossauros. São, por esse motivo, todos os Crurotarsi que não pertencem à ordem Crocodilia. São os antepassados diretos dos crocodilos, dinossauros e aves, devido ao fato das aves serem descendentes dos dinossauros. Por esse motivo também, os crocodilos são mais aparentados com as aves do que todos os outros répteis atuais.

#### Crocodilomorpha
- Aetossauros
- Phytossauros
- Rauisuchia

### Crurotarsi Incertae Sedis
- Doswelliidae

### Dinosauromorpha
Grupo em que se encontram todos os Dinosauriformes, Dinossauros e aves.
- Dromomeron
- Lagerpeton
- Dinosauriformes

### Dinosauriformes
- Eucoelophysis
- Lagosuchus
- Lewisuchus
- Marasuchus
- Pseudolagosuchus
- Sacisaurus
- Silesaurus
- Dinosauria

#### Saurischia

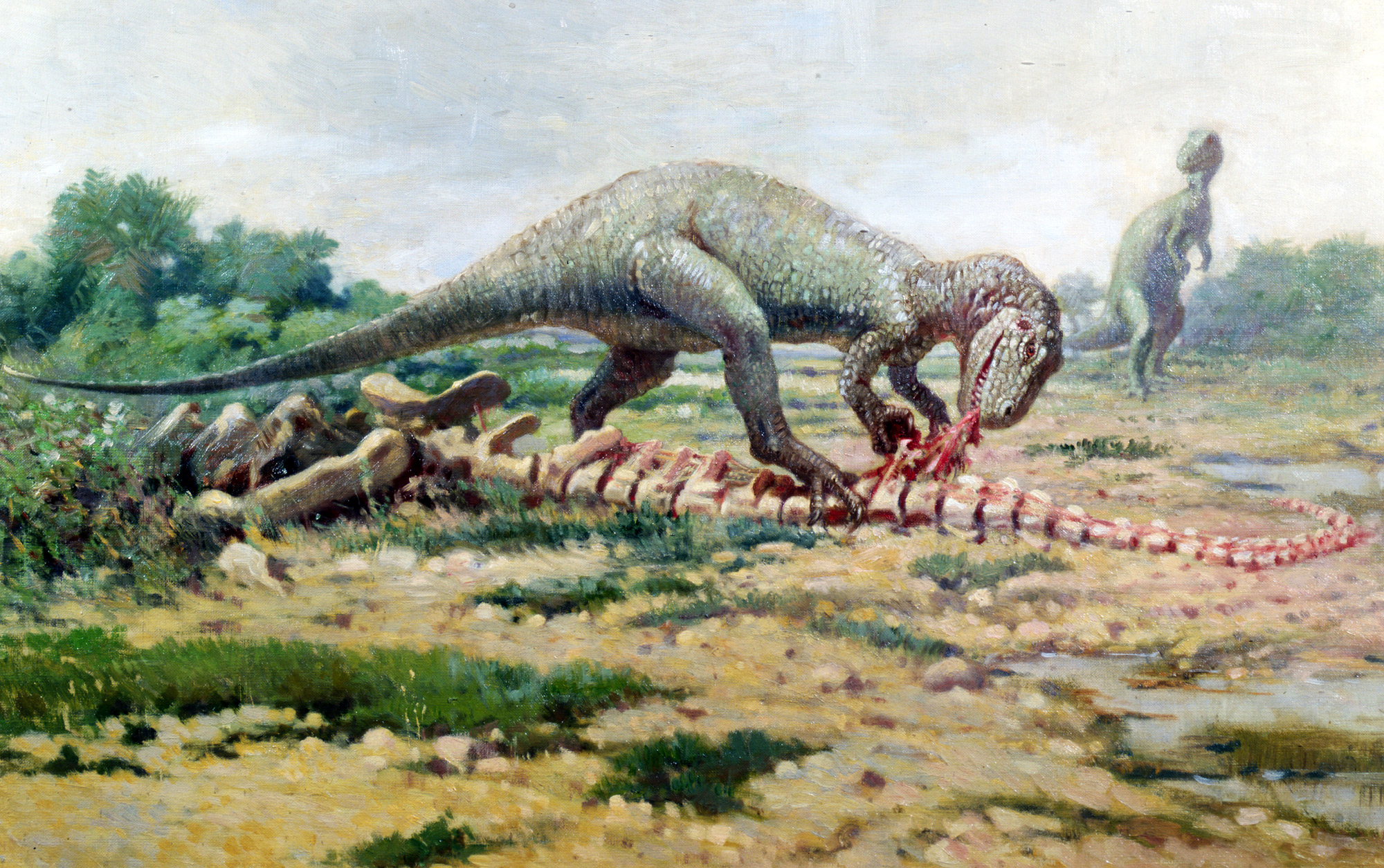
Um alossauro comendo os restos de um sarópode.

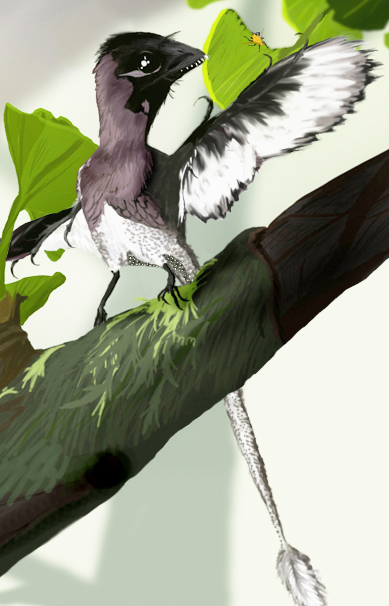
Epidendrosauro, um dinossauro elo-perdido com as aves

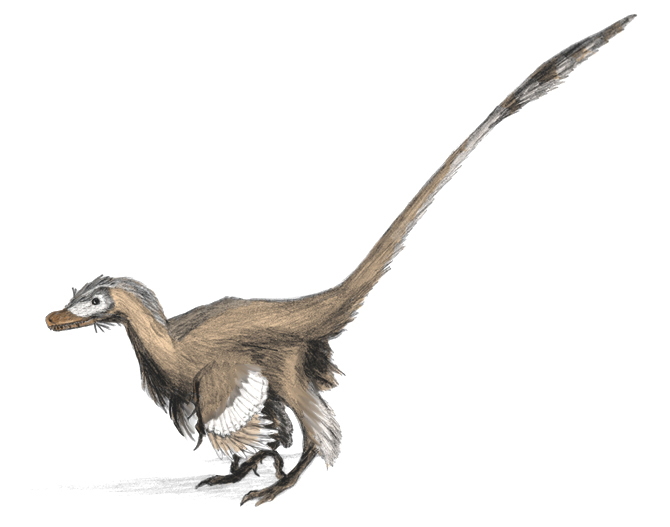
Velociraptor mongoliensis.

Ordem de dinossauros que possuem o osso da bacia semelhantes aos répteis modernos, e engloba todas as aves.
- Terópodes (grupo em que se encontra todas as aves)
  - Alossauro
  - Ceratossauro
  - Dinonico (dinossauro aviforme)
  - Megalossauro
  - Tiranossauro (possivelmente possuia penas)
  - Carnotauro
  - Espinossauro
  - Troodonte
  - Velociraptor (dinossauro aviforme, em algumas classificações modernas, é visto como uma ave Archaeopterigiforme)
  - Ornitomimo (dinossauro aviforme)
  - Oviráptor (dinossauro aviforme)
  - Estauricossauro
  - Herrerassauro
  - Coelophysis
  - Avialae (grupo em que se encontra o Arqueopterix (em algumas classificações, tido como ave, em outras, como dinossauro), e também todas as aves atuais)
    - Epidendrossauro
    - Arqueopteryx
    - Origem das aves
    - Classe Aves
- Sauropodomorpha
  - Prosaurópodes
    - Unaissauro

  - Saurópodes
    - Apatossauro ou Brontossauro
    - Braquiossauro
    - Diplodocus
    - Barossauro

#### Ornitischia

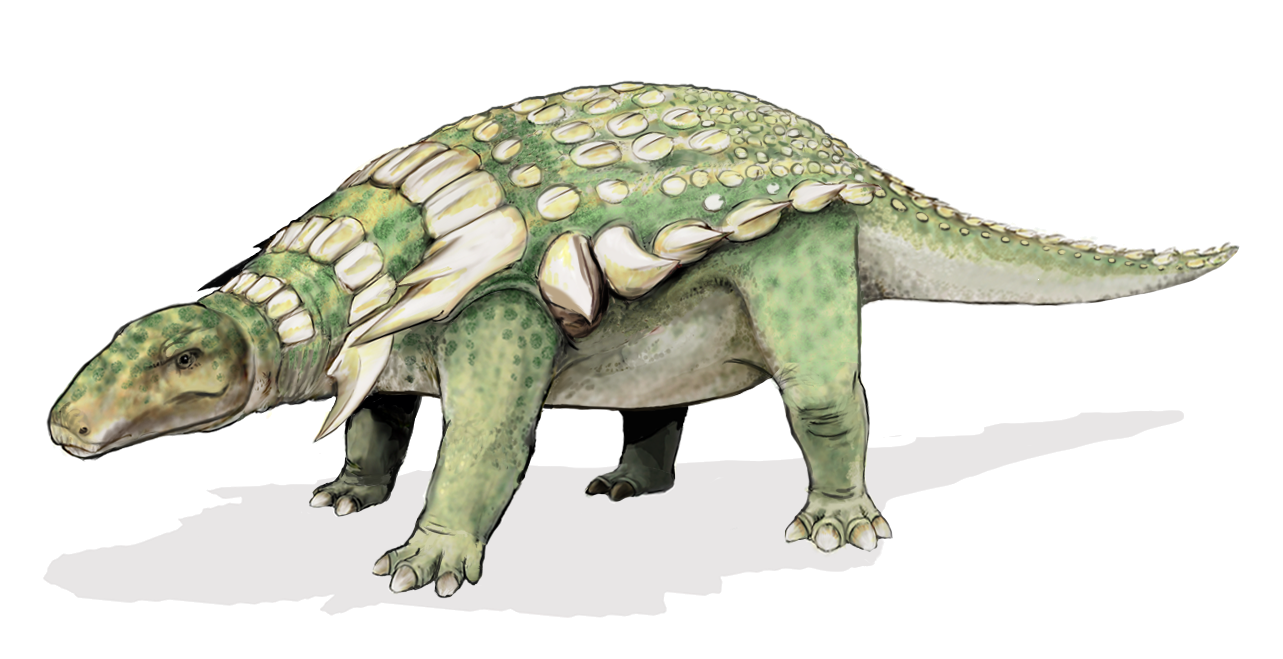
Edmontonia, um famoso anquilossauro.

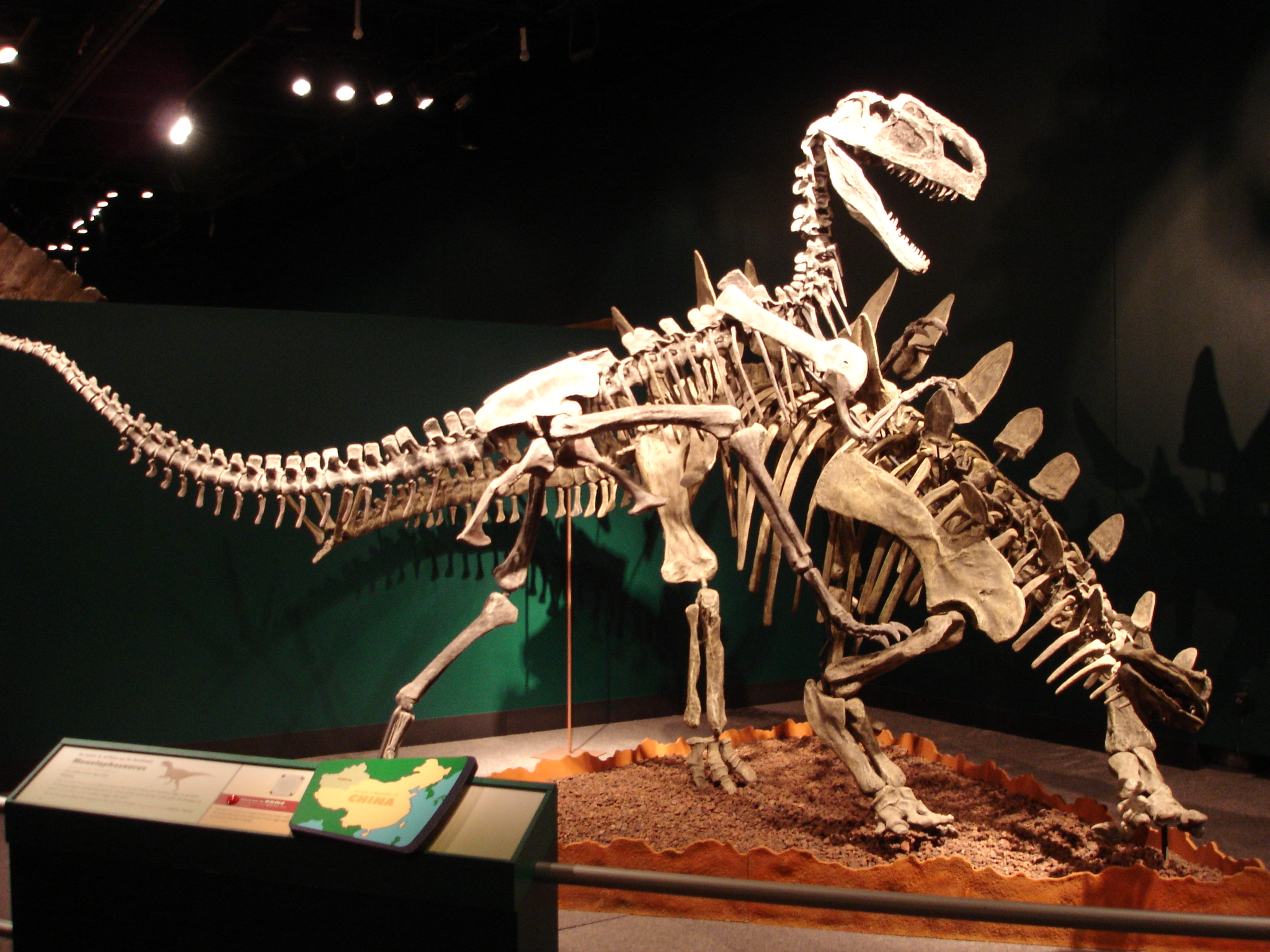
Um kentrosaurus e um monolofosaurus em um duelo.

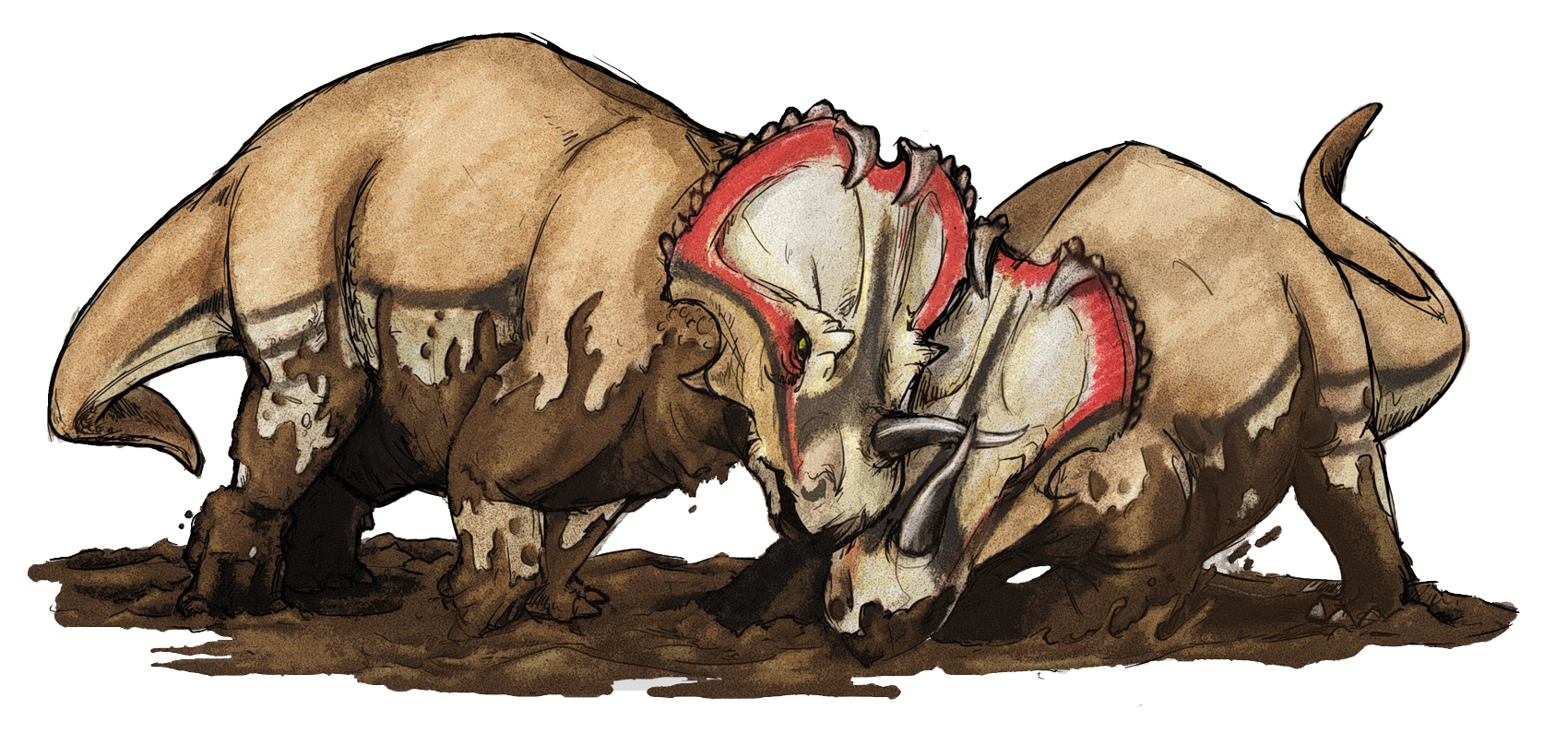
Dois Centrossauros em uma luta

Ordem de dinossauros que possuem o osso da bacia semelhante às aves.
- Thyreophora (dinossauros ornitisquianos que se defendiam de seus predadores, como o Tiranossauro e o Alossauro, por meio de "armaduras")
  - Anquilossauros
    - Anquilossauro
    - Saichania
    - Mymoorapelta
    - Polacanto

  - Estegossauros
    - Estegossauro
    - Huayangossauro
    - Kentrossauro
    - Wuerhossauro
- Cerapoda
  - Ceratopsídeos
    - Anchiceratops
    - Arrhinoceratops
    - Chasmossauro
    - Pentaceratops
    - Estiracossauro
    - Torossauro
    - Triceratops

  - Leptoceratopsídeos
    - Leptoceratops
    - Udanoceratops

  - Ornitópodes (grupo em que também se encontram os Hadrossaurídeos e os Iguanodontídeos)
    - Heterodontossauro
    - Hipsilofodonte
    - Tescelossauro
    - Camptossauro
    - Mutaburrassauro
    - Driossauro

  - Hadrossaurídeos
    - Hadrossauro

  - Iguanodontídeos
    - Iguanodonte

  - Paquicefalossauros
    - Paquicefalossauro
    - Stegoceras
    - Prenocefale

#### Dinosauria incertae sedis
- Aliwalia
- Saltopus
- Spondylosoma

### Outros Répteis Diapsídeos
- Eosuchia
  - Noteosuchus
  - Galesphyridae
    - Galesphyrus

  - Younginidae
    - Heleosuchus
    - Younginia

  - Tangasauridae
    - Hovasaurus
    - Tangasaurus
    - Thadeosaurus
    - Kenyasaurus
- Avicephala
  - Coelurosauravidae
    - Weigeltisaurus
    - Coelurosauravus

  - Simiosauria
    - Vallessaurus
    - Hypuronector
    - Drepanosauridae
      - Drepanosaurus
      - Dolabrosaurus
      - Megalancosaurus
- Araeoscelidia
  - Araeoscelis
  - Petrolacosaurus
  - Spinoaequalis
  - Kadaliossaurus
  - Zarcassaurus
- Younginiformes
- Utatsusaurus
- Ichthyopterygia
  - Parvinatatoridae

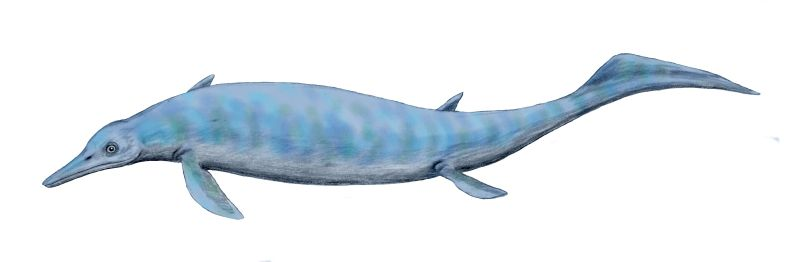
Chaohusaurus, um tipo muito primitivo de ictiossauro

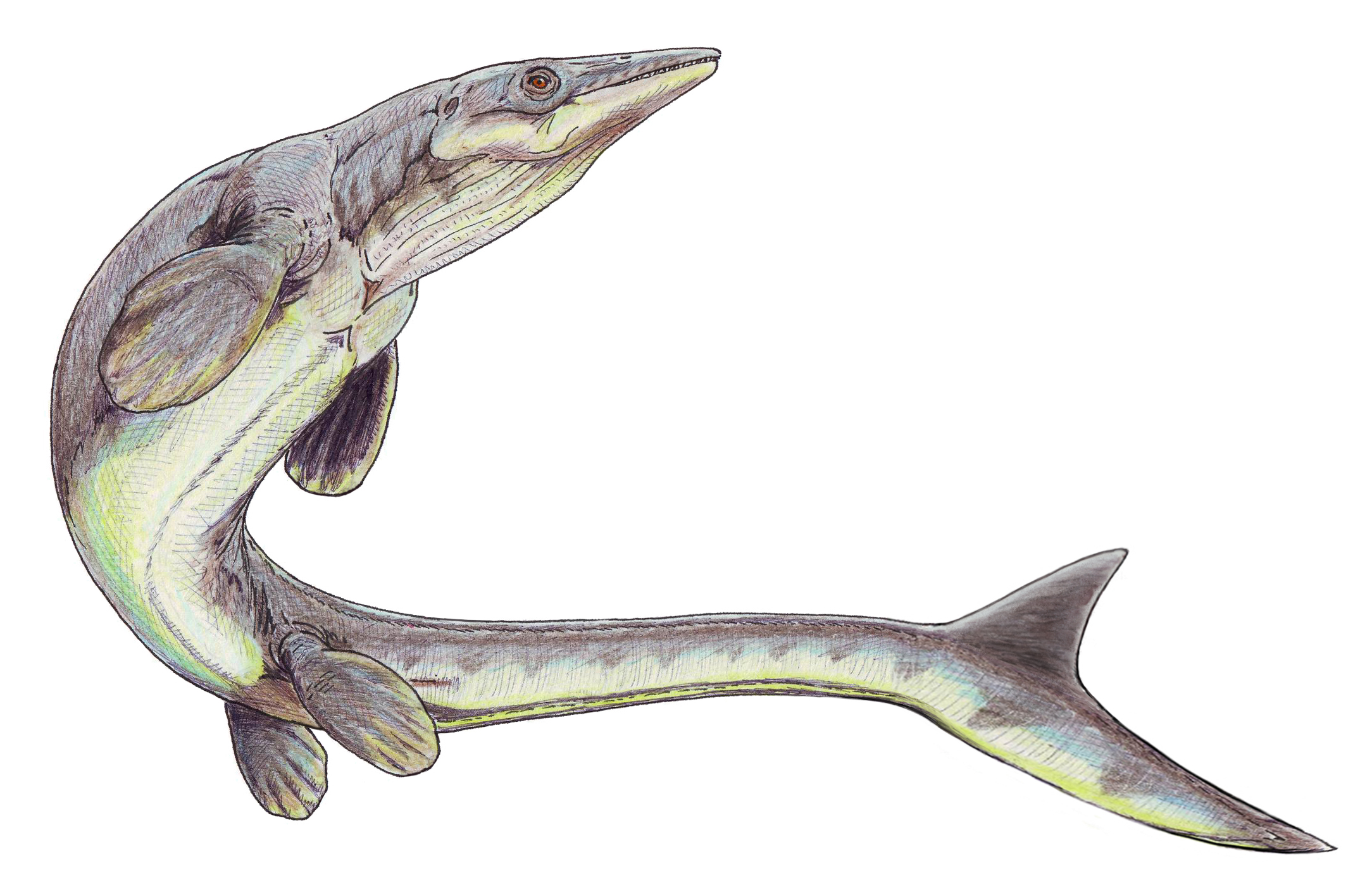
Platecarpus.

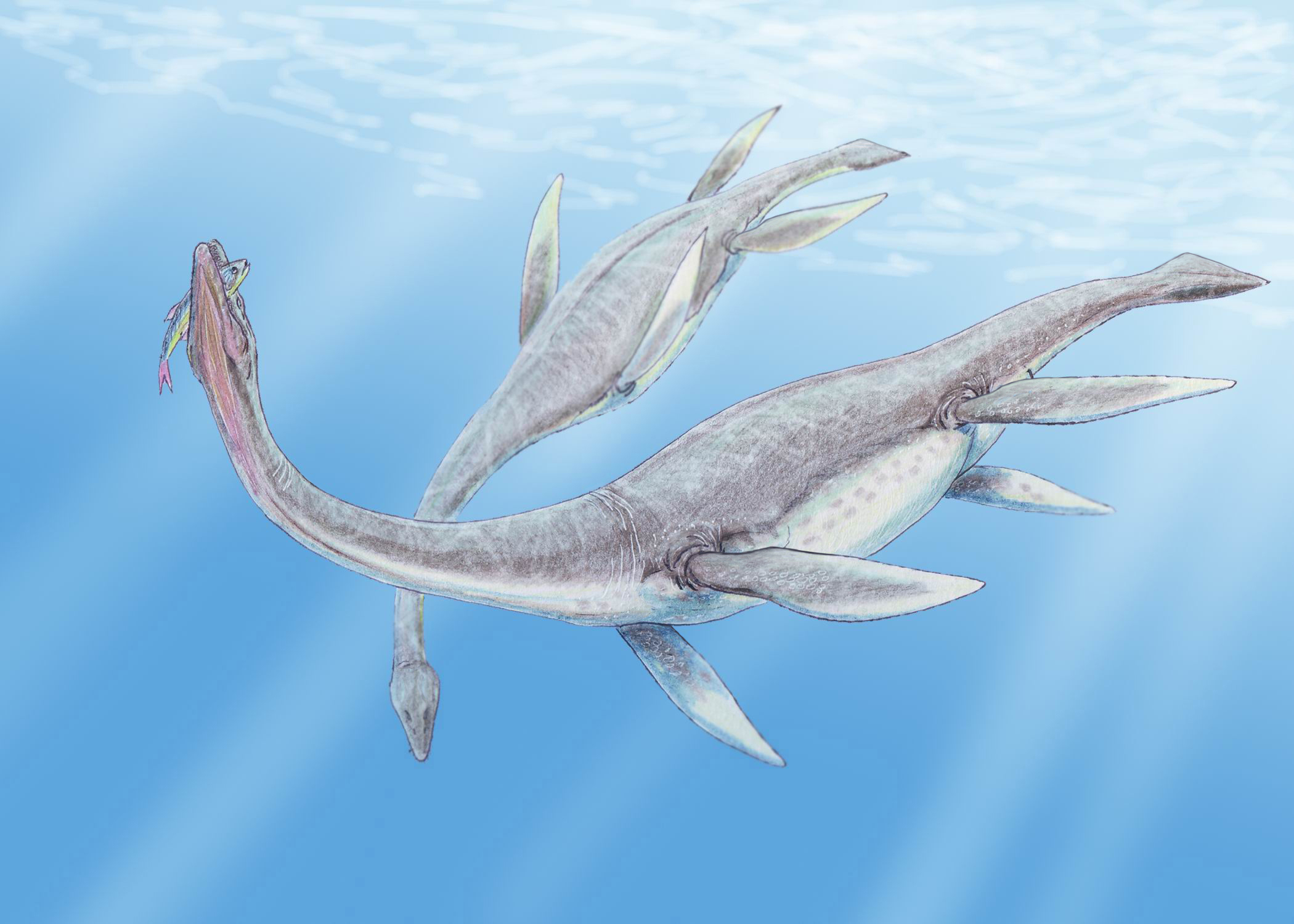
Plesiosaurus dolichodeirus

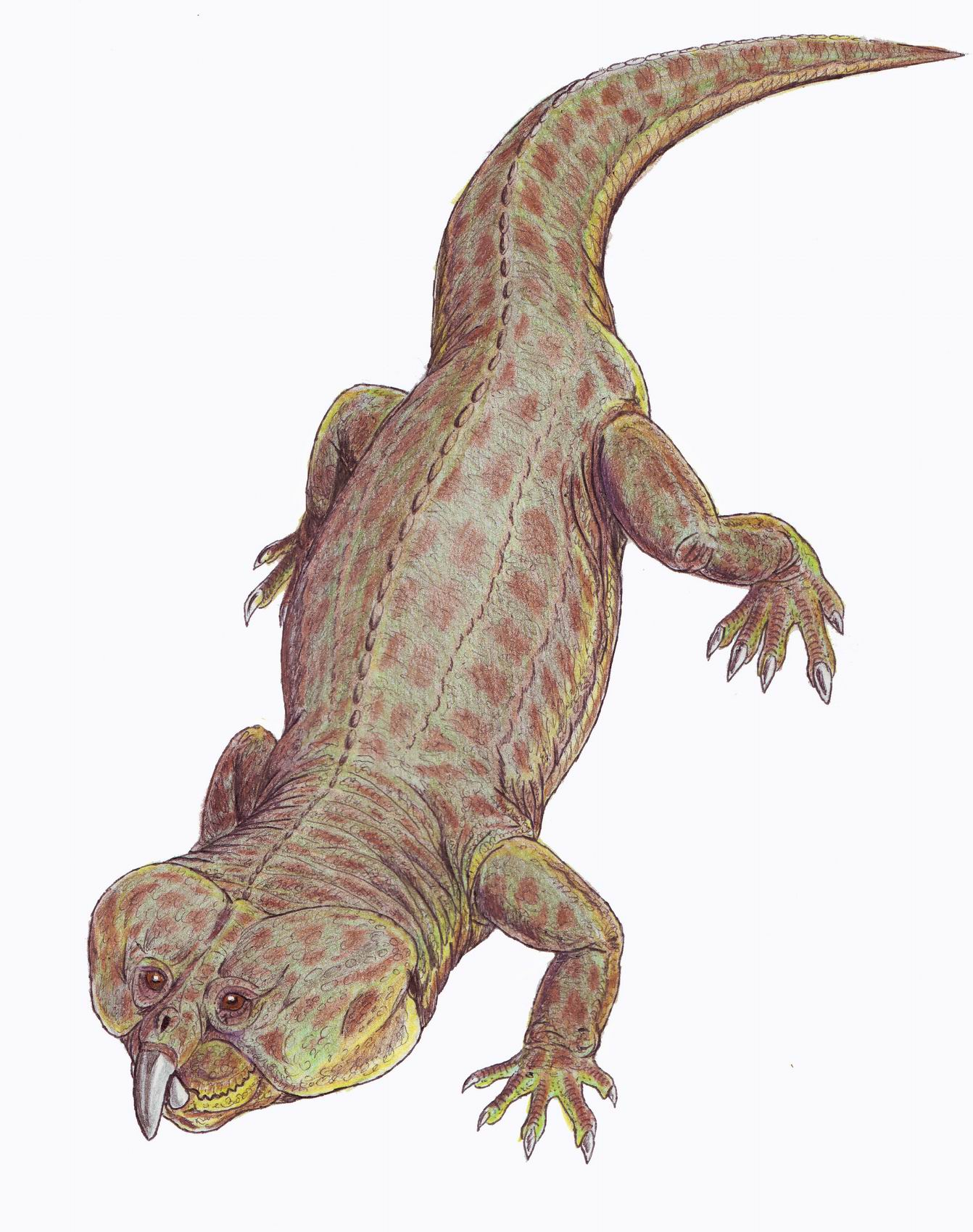
Paradapedon, um rincossauro da India

  - Ictiossauros (apesar de ser popularmente relacionados como dinossauros, na verdade não o são)
    - Xonissauro
    - Ophthalmosaurus
    - Mixossauro

  - Grippidia
- Mosassauros (apesar se ser popularmente relacionados como dinossauros, na verdade não o são)
  - Tilossauro
  - Halisaurus
  - Clidastes
- Pterossauros (apesar de ser popularmente relacionados como dinossauros, na verdade não o são)
  - Pterodáctilo
  - Pteranodonte
  - Ranforrinco
  - Anhanguera
  - Cearadáctilo
  - Azhdarchidae
    - Quetzalcoatlus
- Scleromochlus (Um Avemetatarsalia à parte)
- Plesiossauros (apesar de ser popularmente relacionados como dinossauros, na verdade não o são)
  - Macroplata
  - Elasmossauro
  - Pliossauros
    - Cronosaurus
    - Liopleurodon
- Choristodera
  - Hyphalosaurus lingyuanensis
- Thalattossauros
- Trilophossauros
- Rincossauros (répteis archosauromorpha incertae sedis.
- Prolacertiformes
  - Protorossauro
  - Sharovipteryx
  - Tanystropheus
- Notossauros
  - Pachypleurosauros
- Placodontes
  - Paraplacodus
- Crocodilos Pré-históricos
  - Purussauro
  - Deinosuchus
- Adamantinasuchus navae
- Chenanisuchus
- Guarinisuchus munizi
- Longisquama (Possivelmente um Avicephala)
  - Chirotherium (Um arcossauro incertae sedis, provavelmente parente dos ancestrais dos dinossauros)
- Claudiosaurus (Um Neodiapsida à parte)

## Diapsida Incertae sedis
- Acerosodontosaurus

## Reptilia Incertae Sedis
| Image | Image | Image | Image | Image |
| ----- | ----- | ----- | ----- | ----- |
|       |       |       |       |       |
|       |       |       |       |       |

- Silvanerpeton (possivelmente possuia vida semi-aquática enquanto filhote e terrestre como adulto)

## Répteis Extintos no Holoceno pela atividade humana
- Lagartos extintos
  - Lagarto da Ilha de Ratas (Podarcis lilfordi rodriquezi) - Minorca, Espanha
  - Lagarto de Saint Stephan (Podarcis sicula sanctistephani) - Ilha Sant Stephane, Italia
  - Kawekaweau (Hoplodactylus delcourti) - Nova Zelândia
- Serpentes extintas
  - Jibóia-da-ilha-round (Bolyeria multocarinata) - Ilha Round, não é avistada desde 1975 e pressume-se extinta.

## SynapsidaouRépteis Mammaliformes
- Ordem Pelicosauria

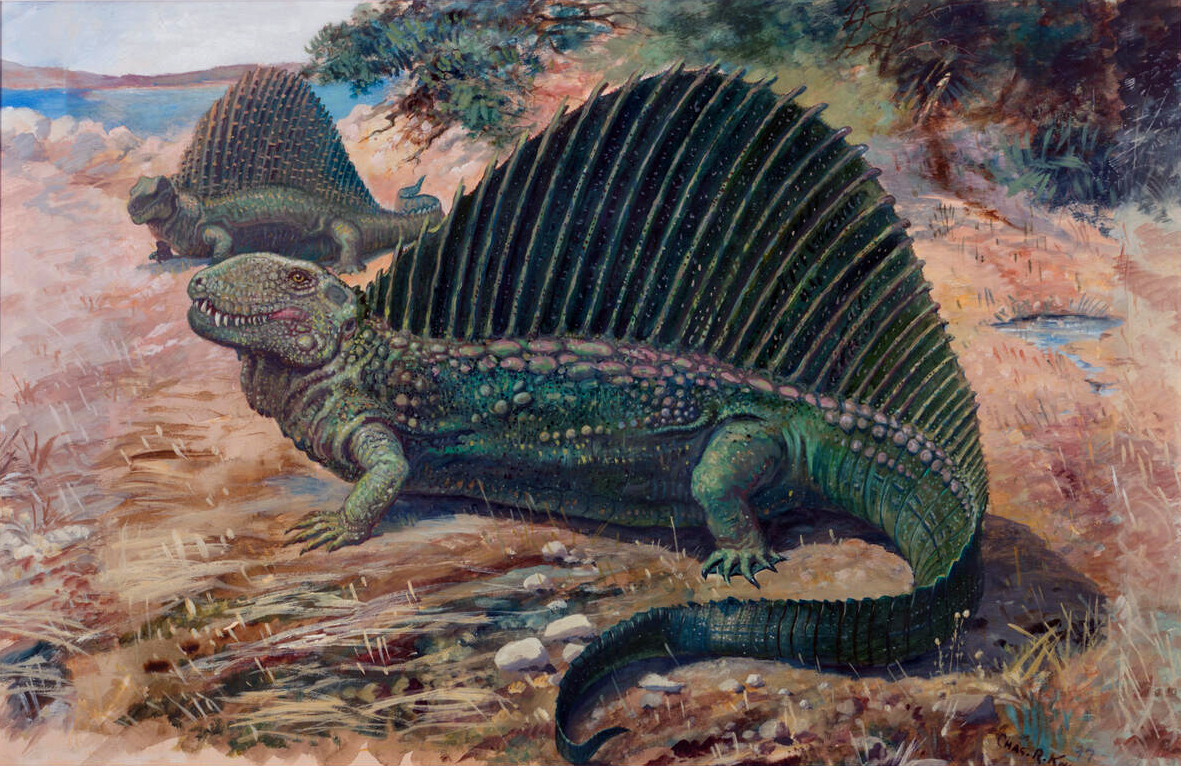
Pintura de um Dimetrodon, um Synapsida, pelo paleoartista dos Estados Unidos Charles R. Knight.

  - Dimetrodon (apesar de ser popularmente relacionados como dinossauros, na verdade não o é)
  - Edaphosauro
- Ordem Therapsida
  - Classe Mammalia

OBS: Synapsida era uma antiga sub-classe de répteis, mas atualmente faz parte de uma classe separada.É também o grupo em que se encontram todos os mamíferos.